# Кокорята
Кокорята — микрорайон в составе Индустриального района Перми.

## География
Микрорайон расположен к югу от микрорайона Балатово между левым берегом реки Мулянка и южным обходом Перми. В пределах микрорайона выделяют 1-ю и 2-ю Кокорятскую улицу. 

## История
На карте конца XVIII века деревня была показана как Малая Суботина. В 1859 году деревня упоминалась как Субботина Малая (Кокорята) с 7 дворами и 24 жителями. В состав города Перми деревня включена в 1958 году. Ныне представляет собой зону частной застройки при отсутствии социально значимых объектов.